# Mateus Cecchini Muller
Mateus Cecchini Muller (* 25. Februar 2003 in Porto Alegre) ist ein brasilianisch-italienischer Fußballspieler.

## Karriere
Cecchini Muller begann seine Karriere bei Virtus Entella in Italien. Im Mai 2021 debütierte er gegen die AC Pisa sein Debüt für die Profis von Virtus in der Serie B. Dies blieb in der Saison 2020/21 sein einziger Profieinsatz, mit Virtus stieg er aus der zweiten Liga ab. Zur Saison 2021/22 wechselte der Mittelfeldspieler leihweise zur U19 von Inter Mailand. Zur Saison 2022/23 wurde er an die U19 von Sampdoria Genua weiterverliehen. Zur Saison 2023/24 kehrte Cecchini Muller zu Virtus zurück, wo er einmal in der Serie C spielte.
Zur Saison 2024/25 wechselte Cecchini Muller zum österreichischen Zweitligisten SV Stripfing.